# Харілаос Трікупіс
Харі́лаос Тріку́піс (грец. Χαρίλαος Τρικούπης, 11 липня 1832, Нафпліон — 30 березня 1896, Канни) — грецький політик, 7 разів обирався на пост прем'єр-міністра країни у період з 1875 по 1895 рр.

## Біографія
Вивчав право в Афінському університеті та Парижі, служив в посольстві в Лондоні з 1852 року. Був головною фігурою у переговорах щодо передачі Греції Іонічних островів Великою Британією на честь коронації короля Костянтина І.
Неодноразово обирався в Грецький парламент та став одним з найвпливовіших лідерів партії комматархів. 1867 року призначений міністром закордонних справ, у 1875 р. — вперше обраний прем'єр-міністром. Виявився розумним та діяльний політиком. Політичним супротивником Харілаоса Трікупіса був Теодорос Деліянніс — представник напрямку панеллінізму. Останній зміг усунути Трікупіса та зайняти його місце тільки на короткий час (квітень 1885 — травень 1886 р.), після чого Харілаос Трікупіс був знову покликаний до управління державою. Проте у наступні роки вони змінювали один одного до 1895 року.
Харілаос Трікупіс помер 30 березня 1896 в Каннах, Франція. Похований в Афінах.
На честь Харілаоса Трікупіса названо Міст Ріо-Антіріо, який сполучив 2004 року західний Пелопоннес через Коринфську затоку із західною частиною Центральної Греції, а саме міста Ріо та Антіріо. Це найдовший вантовий міст в Європі.